# Maizières (Calvados)
Pour les articles homonymes, voir Maizières.
Maizières est une commune française, située dans le département du Calvados en région Normandie, peuplée de 428 habitants.

## Géographie

### Hydrographie
La commune est située dans le bassin Seine-Normandie. Elle est drainée par le Laizon et divers autres petits cours d'eau,.
Le Laizon, d'une longueur de 39 km, prend sa source dans la commune de Villers-Canivet et se jette  dans la Dives à Saint-Ouen-du-Mesnil-Oger, après avoir traversé 16 communes. 

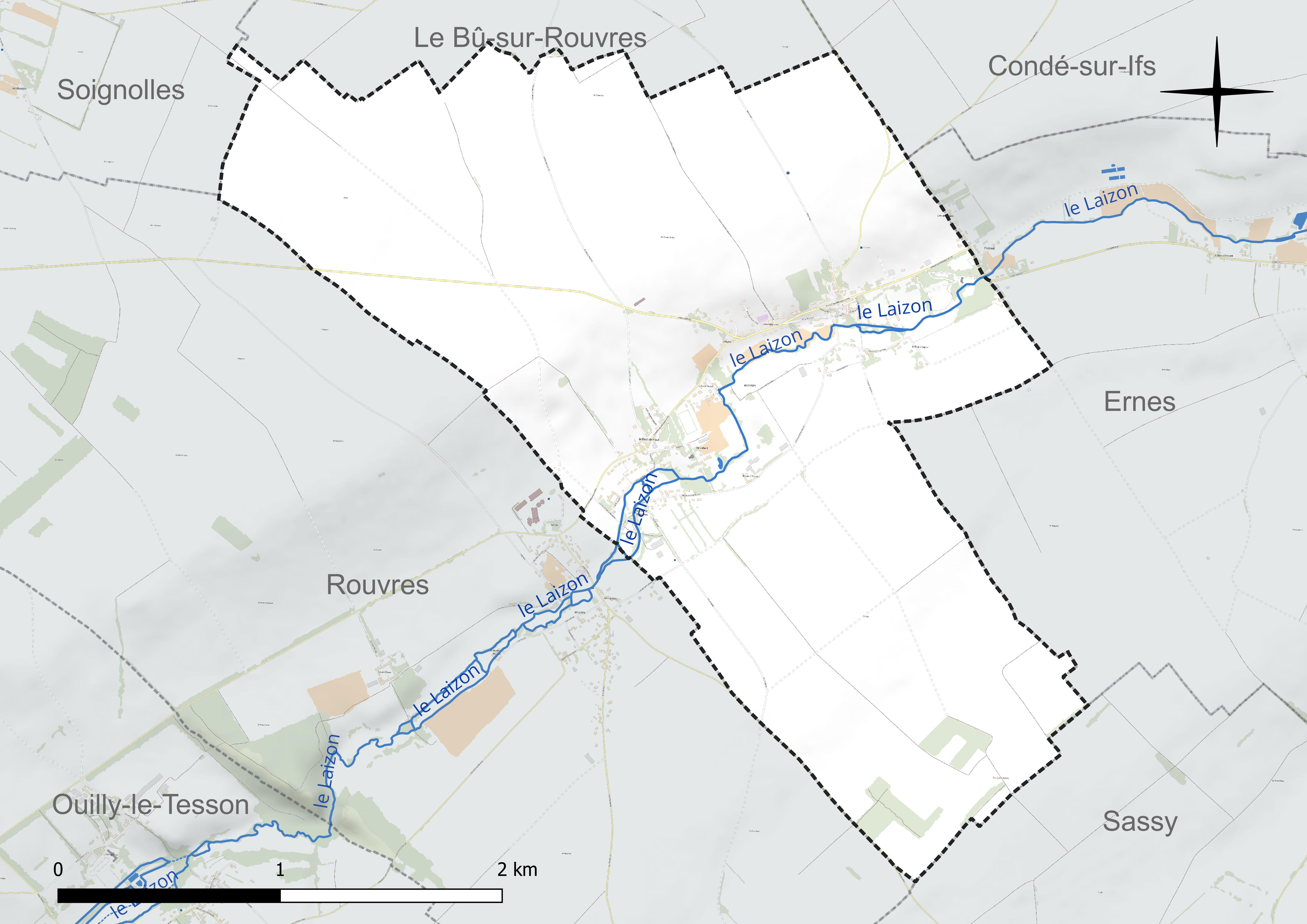
Réseau hydrographique de Maizières.

### Climat
Pour des articles plus généraux, voir Climat de la Normandie et Climat du Calvados.
En 2010, le climat de la commune est de type climat océanique altéré, selon une étude du CNRS s'appuyant sur une série de données couvrant la période 1971-2000. En 2020, Météo-France publie une typologie des climats de la France métropolitaine dans laquelle la commune est exposée à un climat océanique et est dans la région climatique  Normandie (Cotentin, Orne), caractérisée par une pluviométrie relativement élevée (850 mm/a) et un été frais (15,5 °C) et venté. Parallèlement le GIEC normand, un groupe régional d'experts sur le climat, différencie quant à lui, dans une étude de 2020, trois grands types de climats pour la région Normandie, nuancés à une échelle plus fine par les facteurs géographiques locaux. La commune est, selon ce zonage, exposée à un « climat des plateaux abrités », correspondant à la plaine agricole de Caen à Falaise, sous le vent des collines de Normandie et proche de la mer, se caractérisant par une pluviométrie et des contraintes thermiques modérées.
Pour la période 1971-2000, la température annuelle moyenne est de 10,8 °C, avec  une amplitude thermique annuelle de 12,8 °C. Le cumul annuel moyen de précipitations est de 717 mm, avec 11,8 jours de précipitations en janvier et 7,6 jours en juillet. Pour la période 1991-2020, la température moyenne annuelle observée sur la station météorologique la plus proche, située sur la commune de Saint-Sylvain à 6 km à vol d'oiseau, est de 11,5 °C et le cumul annuel moyen de précipitations est de 681,2 mm,. Pour l'avenir, les paramètres climatiques de la commune estimés pour 2050 selon différents scénarios d'émission de gaz à effet de serre sont consultables sur un site dédié publié par Météo-France en novembre 2022.

## Urbanisme

### Typologie
Au 1er janvier 2024, Maizières est catégorisée commune rurale à habitat dispersé, selon la nouvelle grille communale de densité à 7 niveaux définie par l'Insee en 2022.
Elle est située hors unité urbaine. Par ailleurs la commune fait partie de l'aire d'attraction de Caen, dont elle est une commune de la couronne,. Cette aire, qui regroupe 296 communes, est catégorisée dans les aires de 200 000 à moins de 700 000 habitants,.

### Occupation des sols
L'occupation des sols de la commune, telle qu'elle ressort de la base de données européenne d'occupation biophysique des sols Corine Land Cover (CLC), est marquée par l'importance des territoires agricoles (92,2 % en 2018), une proportion identique à celle de 1990 (92,2 %). La répartition détaillée en 2018 est la suivante : 
terres arables (87,8 %), zones urbanisées (7,8 %), prairies (4,4 %). L'évolution de l'occupation des sols de la commune et de ses infrastructures peut être observée sur les différentes représentations cartographiques du territoire : la carte de Cassini (XVIIIe siècle), la carte d'état-major (1820-1866) et les cartes ou photos aériennes de l'IGN pour la période actuelle (1950 à aujourd'hui).

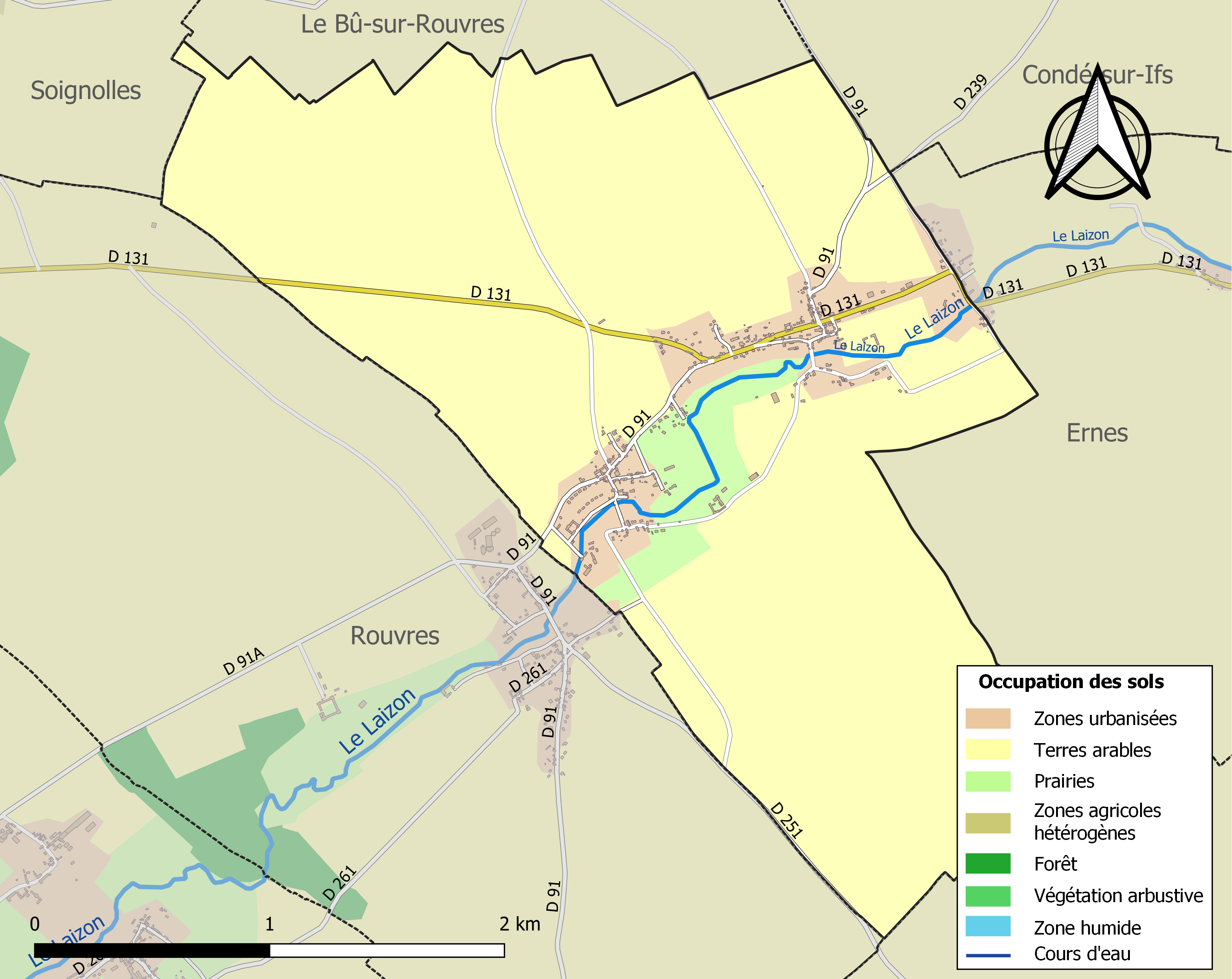
Carte des infrastructures et de l'occupation des sols de la commune en 2018 (CLC).

## Toponymie
Le nom de la localité est attesté sous la forme Macerie en 1086.
Ce toponyme a pour signification « mur (de clôture), maisonnette, masure, ruines, décombres ».
Les toponymes de ce genre indiquent souvent, dans le Nord de la France, d'anciens villages gallo-romains abandonnés, dans lesquels la population vint se réinstaller après les invasions barbares[réf. nécessaire].

## Histoire
Maizières fit partie du marquisat de Marguerit (à Versainville), érigé en décembre 1731 pour François-Joseph de Marguerit de Versainville, président honoraire à la Chambre des comptes de Rouen, avec union de Maizières, Guibray, les Traits, Ussy et Versainville.

## Politique et administration
| Période                                  | Période   | Identité       | Étiquette | Qualité                                  |
| ---------------------------------------- | --------- | -------------- | --------- | ---------------------------------------- |
| 1989                                     | mars 2008 | Marc Alexis    | SE        | Éducateur spécialisé                     |
| mars 2008                                | mars 2014 | Georges Divert | SE        | Retraité de la SMN                       |
| mars 2014                                | En cours  | Tony Alimeck   | SE        | Adjoint technique établissement scolaire |
| Les données manquantes sont à compléter. |           |                |           |                                          |

## Démographie
L'évolution du nombre d'habitants est connue à travers les recensements de la population effectués dans la commune depuis 1793. Pour les communes de moins de 10 000 habitants, une enquête de recensement portant sur toute la population est réalisée tous les cinq ans, les populations de référence des années intermédiaires étant quant à elles estimées par interpolation ou extrapolation. Pour la commune, le premier recensement exhaustif entrant dans le cadre du nouveau dispositif a été réalisé en 2004.
En 2022, la commune comptait 428 habitants, en évolution de −5,31 % par rapport à 2016 (Calvados : +1,58 %, France hors Mayotte : +2,11 %).
| 1793 | 1800 | 1806 | 1821 | 1831 | 1836 | 1841 | 1846 | 1851 |
| ---- | ---- | ---- | ---- | ---- | ---- | ---- | ---- | ---- |
| 572  | 445  | 660  | 658  | 623  | 636  | 559  | 548  | 526  |

| 1856 | 1861 | 1866 | 1872 | 1876 | 1881 | 1886 | 1891 | 1896 |
| ---- | ---- | ---- | ---- | ---- | ---- | ---- | ---- | ---- |
| 547  | 562  | 510  | 472  | 456  | 435  | 422  | 404  | 409  |

| 1901 | 1906 | 1911 | 1921 | 1926 | 1931 | 1936 | 1946 | 1954 |
| ---- | ---- | ---- | ---- | ---- | ---- | ---- | ---- | ---- |
| 387  | 407  | 361  | 297  | 292  | 289  | 283  | 293  | 320  |

| 1962 | 1968 | 1975 | 1982 | 1990 | 1999 | 2004 | 2006 | 2009 |
| ---- | ---- | ---- | ---- | ---- | ---- | ---- | ---- | ---- |
| 326  | 298  | 328  | 408  | 437  | 422  | 421  | 416  | 455  |

| 2014 | 2019 | 2022 | - | - | - | - | - | - |
| ---- | ---- | ---- | - | - | - | - | - | - |
| 452  | 428  | 428  | - | - | - | - | - | - |

## Lieux et monuments
La commune est dotée d'un patrimoine historique notable : une église avec nef et clocher du XIIIe siècle, les châteaux de Fossard et de Val Hébert, le manoir d'Asseville, ancienne seigneurie de la famille de Méflet au XVIIe siècle.
- Église Saint-Pierre.